# NGC 894
NGC 894 je zvjezdana asocijacija u zviježđu Kitu.

## Vanjske poveznice
- SEDS: NGC 894